# FFH-Gebiet Kalkquelle am Nord-Ostsee-Kanal in Kiel

Das FFH-Gebiet Kalkquelle am Nord-Ostsee-Kanal in Kiel ist ein NATURA 2000-Schutzgebiet in Schleswig-Holstein in der Stadt Kiel im Stadtteil Steenbek-Projensdorf am Südufer des Nord-Ostsee-Kanals (NOK). Es liegt in der Landschaft Kiel (Landschafts-ID 849). Diese ist der Naturräumlichen Großregion 2. Ordnung Schleswig-Holsteinisches Hügelland zugeordnet.
Es hat seine größte Ausdehnung von Ost nach West auf einer Länge von 745 Meter von der Straße Zur Kanalinsel im Westen bis zum Fließgewässer Graben in Papenkamp im Osten.
Das FFH-Gebiet hat eine Fläche von 9 Hektar. Die Nordgrenze bildet der Leinpfad am Kanalufer.
Die höchste Erhebung im FFH-Gebiet liegt mit 19 Meter über Normalhöhennull (NHN) im Waldgebiet nördlich des Stadtparkwegs, der niedrigste Bereich mit 2 Meter über NHN in Ufernähe des Nord-Ostsee-Kanals.
Es handelt sich beim FFH-Gebiet um keinen historischen Wald. In der Karte des Deutschen Reiches von 1876 (vor dem Bau des Kaiser-Wilhelm-Kanals) ist dort kein Waldgebiet verzeichnet, siehe Bild 1. Die Fläche wurde im Zuge des Baus des Nord-Ostsee-Kanals mit dessen Aushub aufgeschüttet und um 1900 aufgeforstet. Die Hälfte der Fläche wird der FFH-Lebensraumklasse Moore, Sümpfe und Uferbewuchs zugerechnet, siehe Diagramm 1.

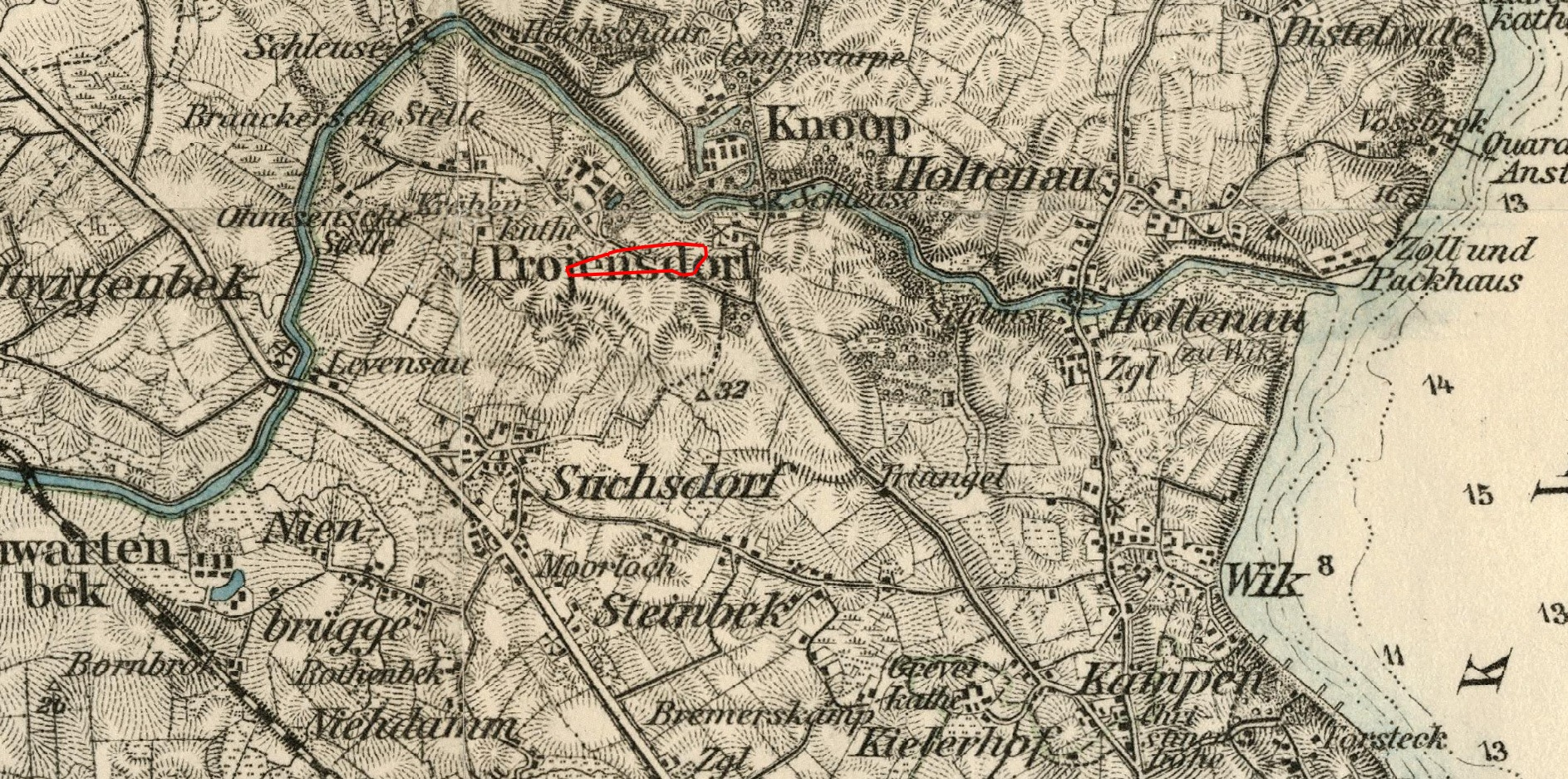
Bild 1: Lage des FFH-Gebietes in Karte von 1876 (rot umrandet)

Das FFH-Gebiet befindet sich überwiegend im Besitz der Stadt Kiel, lediglich ein schmaler Streifen entlang der Böschung am NOK ist im Besitz der Generaldirektion Wasserstraßen und Schifffahrt (GDWS) und damit im Bundesbesitz.

## FFH-Gebietsgeschichte und Naturschutzumgebung
Der NATURA 2000-Standard-Datenbogen (SDB) für dieses FFH-Gebiet wurde im Mai 2006 vom Landesamt für Landwirtschaft, Umwelt und ländliche Räume (LLUR) des Landes Schleswig-Holstein erstellt, im September 2004 als Gebiet von gemeinschaftlicher Bedeutung (GGB) vorgeschlagen, im November 2007 von der EU als GGB bestätigt und im Januar 2010 national nach § 32 Absatz 2 bis 4 BNatSchG in Verbindung mit § 23 LNatSchG als besonderes Erhaltungsgebiet (BEG) bestätigt. Der SDB wurde zuletzt im Mai 2017 aktualisiert. Der Managementvermerk für das FFH-Gebiet wurde im Mai 2007 veröffentlicht.
Eine Gebietsbetreuung, wie sie für die meisten FFH-Gebiete in Schleswig-Holstein üblich ist, wurde vom LLUR nicht veranlasst. Da sich das Gebiet fast ausschließlich im kommunalen Besitz befindet, ist damit die Einhaltung des Verschlechterungsverbotes sichergestellt.

## FFH-Erhaltungsgegenstand
Laut Standard-Datenbogen vom Juli 2020 sind folgende FFH-Lebensraumtypen (LRT) und Arten für das Gesamtgebiet als FFH-Erhaltungsgegenstände mit den entsprechenden Beurteilungen zum Erhaltungszustand der Umweltbehörde der Europäischen Union gemeldet worden (Gebräuchliche Kurzbezeichnung (BfN)): FFH-Lebensraumtypen nach Anhang I der EU-Richtlinie:
- 7220* Kalktuffquellen (Gesamtbeurteilung B)[11]
- 7230 Kalkreiche Niedermoore (Gesamtbeurteilung B)[12]
- 9130 Waldmeister-Buchenwälder (Gesamtbeurteilung A)[13]

Nur ein fünftel der Gebietsfläche ist mit FFH-Lebensraumtypen bedeckt, siehe Diagramm 2. Den größten Anteil mit 1,5 Hektar bedeckt der LRT 9130 Waldmeister-Buchenwälder. Er liegt als zusammenhängendes Waldgebiet im Südosten des FFH-Gebietes. Der LRT 7220* Kalktuffquellen liegt in drei voneinander getrennten Streifen am Nordhang zum NOK. Der LRT 7230 Kalkreiche Niedermoore wird in der aktuellen Biotopkartierung nicht erwähnt, siehe Tabelle 1. Ein fünftel der FFH-Gebietsfläche hat den Status eines gesetzlich geschützten Biotops und knapp zwei Drittel unterliegen keinem der beiden Schutzstati, siehe Diagramm 3.
Tabelle 1: FFH-Lebensraumtypen und gesetzlich geschützte Biotope im FFH-Gebiet Kalkquelle am Nord-Ostsee-Kanal in Kiel (Stand Juli 2022)
| Lfd. Nr. | Biotop-Nummer  | Schutzstatus           | Bezeichnung                                                                        | Fläche [m²] | Position                                                                              | Kartierdatum |
| -------- | -------------- | ---------------------- | ---------------------------------------------------------------------------------- | ----------- | ------------------------------------------------------------------------------------- | ------------ |
| 1        | 325706024-0421 | LRT                    | 9130 Waldmeister-Buchenwälder                                                      | 14234       | 54° 22′ 12″ N, 10° 5′ 49″ O                                                           | 25.06.2015   |
| 2        | 325706024-0420 | LRT+ges. gesch. Biotop | 7220 Kalktuffquelle + YQk Kalktuffquelle; NSr Staudensumpf                         | 1810        | 54° 22′ 14″ N, 10° 5′ 32″ O, 54° 22′ 14″ N, 10° 5′ 37″ O, 54° 22′ 15″ N, 10° 5′ 46″ O | 25.06.2015   |
| 3        | 325706024-0438 | ges. gesch. Biotop     | WMy Sonstiger Laubwald auf reichen Böden; XHs Artenreicher Steilhang im Binnenland | 13960       | 54° 22′ 15″ N, 10° 5′ 43″ O                                                           | 23.06.2015   |
| 4        | 325706024-0419 | ges. gesch. Biotop     | NSr Staudensumpf, NSs Großseggenried, YQs Sicker- oder Sumpfquelle                 | 2909        | 54° 22′ 15″ N, 10° 5′ 53″ O, 54° 22′ 15″ N, 10° 5′ 58″ O                              | 25.06.2015   |

## FFH-Erhaltungsziele
Aus den oben aufgeführten FFH-Erhaltungsgegenständen werden als FFH-Erhaltungsziele von besonderer Bedeutung die Erhaltung folgender Lebensraumtypen und Arten im FFH-Gebiet vom Ministerium für Energiewende, Landwirtschaft, Umwelt und ländliche Räume des Landes Schleswig-Holstein erklärt:
- 7220* Kalktuffquellen
- 7230 Kalkreiche Niedermoore

Aus den oben aufgeführten FFH-Erhaltungsgegenständen werden als FFH-Erhaltungsziele von Bedeutung die Erhaltung folgender Lebensraumtypen und Arten im FFH-Gebiet vom Ministerium für Energiewende, Landwirtschaft, Umwelt und ländliche Räume des Landes Schleswig-Holstein erklärt:
- 9130 Waldmeister-Buchenwälder

(Anmerkung: Der LRT 7230 Kalkreiche Niedermoore wird in der aktuellen Biotopkartierung nicht erwähnt, siehe Tabelle 1)

## FFH-Analyse und Bewertung
Ein Kapitel „FFH-Analyse und Bewertung“, wie es in FFH-Managementplänen üblicherweise enthalten ist, ist im Managementvermerk nicht vorhanden.

## FFH-Maßnahmenkatalog
Ein Maßnahmenkatalog für die Erhaltung der FFH-Lebensraumtypen im FFH-Gebiet ist im Managementvermerk nicht enthalten.

## FFH-Erfolgskontrolle und Monitoring der Maßnahmen
Eine FFH-Erfolgskontrolle und Monitoring der Maßnahmen findet in Schleswig-Holstein alle 6 Jahre statt. Die Ergebnisse des letzten Monitorings wurden am 10. Februar 2010 veröffentlicht.